# Myxophaga
A Myxophaga az ízeltlábúak (Arthropoda) törzsébe tartozó bogarak (Coleoptera) rendjének egy alrendje.
Apró termetű, vízparti fajok tartoznak ide. Csápjuk vége bunkós. Hártyás szárnyaik vége csavarodott, a tövüket nyugalmi helyzetben összehajtják.

## Rendszerezés
Az alrendbe sorolt recens családok a következők:
- Csónakbogárfélék (Hydroscaphidae) (LeConte, 1874)
- Rücskösbogárfélék (Lepiceridae) (Hinton, 1936)
- Atkabogárfélék (Sphaeriusidae = Microsporidae) (Erichson, 1845)
- Zuhatagbogárfélék (Torridincolidae) (Steffan, 1964)

A recens családokba mintegy ötven fajt sorolnak. Legismertebb hazai képviselőjük az európai atkabogár (Sphaerius acaroides) (Waltl, 1838).

## Külső hivatkozások
- A taxon adatlapja az ITIS adatbázisában. Integrated Taxonomic Information System. (Hozzáférés: 2010. augusztus 7.)